# Böğürtlen, Tunceli
Böğürtlen là một xã thuộc thành phố Tunceli, tỉnh Tunceli, Thổ Nhĩ Kỳ. Dân số thời điểm năm 2010 là 225 người.